# Laure Boulleau
Laure Pascale Claire Boulleau (Clermont-Ferrand, 22 de outubro de 1986) é uma ex-futebolista profissional francesa que atuava como defensora.

## Carreira
Laure Boulleau fez parte do elenco da Seleção Francesa de Futebol Feminino, nas Olimpíadas de 2012. 